# 鲁凭
魯憑（？—322年），前趙武将。
魯憑在劉曜被任命为長史。322年二月，劉曜親征仇池的楊難敵，劉曜因病倒而撤军。秦州刺史陳安试图觐见劉曜，劉曜以病为由拒绝。陈安大怒，以为劉曜已经死了，于是劫掠而回。劉曜病重，不能骑马，就乘輿回到长安，让呼延寔監理輜重部隊。此时，魯憑也与呼延寔一起驻守在后方。
陈安率领精锐骑兵进攻呼延寔时，魯憑与呼延寔被俘。陈安试图招降呼延寔，呼延寔拒绝并大骂他，陈安恼羞成怒，将他杀死。陈安任命魯憑为参军。魯憑的弟弟魯集也成为陈安部下，参与攻打前赵。
隴上氐、羌归顺陈安，陈安现擁兵十万余人，自称假黄鉞、使持節、大都督、大将軍、雍涼秦梁四州牧、涼王。魯憑哭着劝諫陈安：“我不忍心看你死。” 陈安大怒，欲杀魯憑，魯憑道：“我死是理所当然的，你若杀我，请将我的头挂在秦州通衢上，且赵国如何处决你。”陈安杀了魯憑。劉曜听说后，叹息道，陈安不是成大事之器。